# Judith Barsi
Judith Eva Barsi (Valle de San Fernando, California, 6 de junio de 1978-Canoga Park, California, 25 de julio de 1988) fue una actriz infantil estadounidense de ascendencia húngara, famosa por sus apariciones tanto en cine y televisión de la década de 1980. A la corta edad de diez años, fue asesinada junto a su madre por su padre mientras dormían en su domicilio.

## Vida
Hija de József Istvan Barsi y Maria Barsi (Virovacz), ambos emigrantes húngaros, quienes huyeron de su país hacia los Estados Unidos, a raíz de la revolución de 1956. Los dos emigraron en diferentes momentos y se conocieron en un restaurante en California, donde Maria trabajaba como camarera. Ambos habían estado casados previamente.

## Carrera artística
Maria Barsi comenzó a preparar a su hija para convertirse en actriz cuando Judith tenía cinco años. Participó en diversas películas (Tiburón 4: la venganza, El ojo del tigre entre otras), así como en telefilmes y en capítulos aislados de famosas series de televisión de los años 1980 como Cheers, Remington Steele, Cagney y Lacey y Growing Pains. También prestó su voz a clásicos al cine de animación como The Land Before Time (1988) y Todos los perros van al cielo (1988).
Cuando comenzó el cuarto grado de primaria, Barsi ganaba aproximadamente cien mil dólares por año, lo que le permitió a su familia comprar una casa de tres habitaciones en West Hills, Los Ángeles. Como era de baja estatura para su edad, medía 1,12 m (3′ 8″) a los diez años, comenzó a recibir inyecciones de hormonas en la Universidad de California en Los Ángeles para estimular su crecimiento. Su pequeñez llevó a los directores de casting a elegirla para papeles de niñas que eran más jóvenes que su edad real.

## Asesinato y funeral
A medida que la carrera de Barsi iba en aumento, su padre, József, un alcohólico, se enfadaba cada vez más y amenazaba con suicidarse, matar a su mujer y a su hija. Su consumo de alcohol le valió tres arrestos por conducir ebrio. En diciembre de 1986, Maria denunció a la policía las amenazas y la violencia física que sufría. Cuando la policía no encontró signos físicos de abuso, decidió no presentar cargos contra él. 
Después del incidente con la policía, József supuestamente dejó de beber, pero continuó amenazando a Maria y Judith. Sus diversas amenazas incluían cortarles el cuello y quemar la casa. También se dice que ocultó un telegrama que informaba a Maria de que un pariente en Hungría había muerto en un intento de evitar que saliera de los Estados Unidos con Judith. La violencia física continuó, y Barsi le dijo a una amiga que su padre le arrojó ollas y sartenes, lo que le provocó una hemorragia nasal. Como resultado de su abuso, Barsi comenzó a ganar peso y desarrolló conductas compulsivas, como arrancarse las pestañas y arrancar los bigotes de su gato (tricotilomanía). En mayo de 1988, después de derrumbarse frente a su agente, Ruth Hansen, Barsi fue llevada por Maria a un psicólogo infantil, quien identificó un abuso físico y emocional severo e informó sus hallazgos a los servicios de protección infantil.
La investigación fue abandonada después de que Maria le asegurara al asistente social que tenía la intención de iniciar un proceso de divorcio contra József y que ella y Judith iban a mudarse a un apartamento en Panorama City que ella había alquilado recientemente como refugio durante el día.  

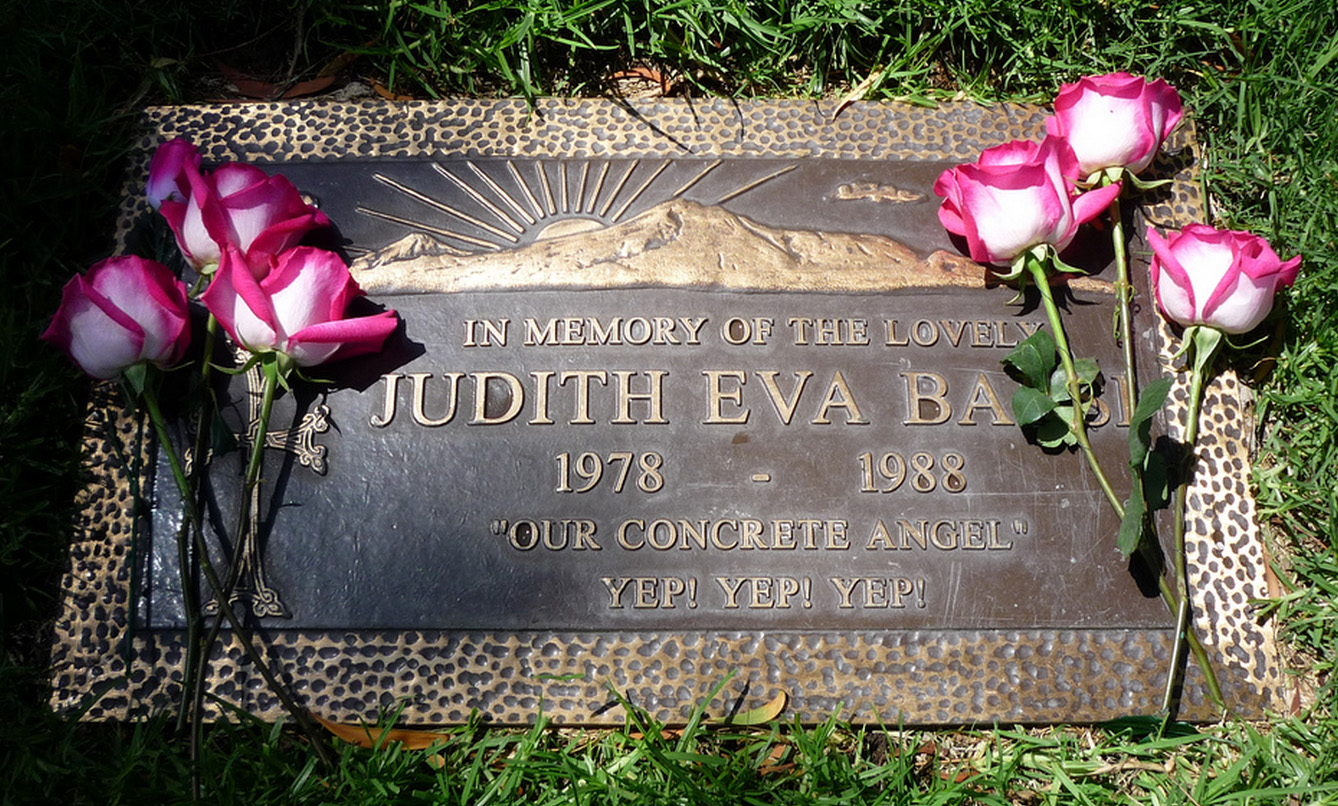
Tumba de Judith Barsi.

El 28 de julio de 1988, el diario Los Angeles Times informó que tres personas habían sido encontradas muertas en un aparente asesinato-suicidio y que se creía que los cuerpos eran los de Barsi, su madre Maria y su padre József. 
La niña fue vista por última vez en la mañana del 25 de julio de 1988, cuando estaba en bicicleta en su calle; ese día no apareció en la audición planificada para el papel en la nueva producción del estudio Hanna-Barbera. El 27 de julio a las 8:30, los vecinos escucharon una explosión y vieron humo saliendo de la propiedad. Uno de ellos intentó extinguir las llamas con una manguera de jardín antes de la llegada de los bomberos. Después de controlar el fuego en la casa, los cuerpos de la familia fueron descubiertos en el interior, Judith fue encontrada en su cama, Maria en el pasillo y Jozsef en el garaje. Las investigaciones determinaron que József disparó a su esposa e hija con un arma la noche del 25 de julio y tras esto permaneció en la casa durante casi dos días junto a los cuerpos; luego, el 27 de julio, vertió combustible sobre sí mismo y los cuerpos de su esposa e hija, prendió fuego a la casa y se suicidó de un disparo. Barsi y su madre fueron enterradas en el Forest Lawn Memorial Park en parcelas contiguas.

## Filmografía
| Año  | Película               | Rol               | Notas |
| ---- | ---------------------- | ----------------- | ----- |
| 1986 | Eye of the Tiger       | Jennifer Matthews |       |
| 1987 | Slam Dance             | Bean              |       |
| 1987 | Jaws: The Revenge      | Thea Brody        |       |
| 1987 | The Chipmunk Adventure | Annick            | voz   |
| 1988 | The Land Before Time   | Ducky             | voz   |
| 1989 | All Dogs go to Heaven  | Anne-Marie        | voz   |

| Año       | Título                  | Rol                | Notas                                                        |
| --------- | ----------------------- | ------------------ | ------------------------------------------------------------ |
| 1984      | Fatal Vision            | Kimberly (3 años)  | miniserie                                                    |
| 1985      | Kids Don't Tell         | Jennifer Ryan      | película de televisión                                       |
| 1985      | Do You Remember Love    | Kathleen           | Película de televisión                                       |
| 1985      | The New Twilight Zone   | Bertie             | segmento: "A Little Peace and Quiet"                         |
| 1985      | There Were Times, Dear  | Molly Reed         | película de televisión                                       |
| 1985      | The Fall Guy            | Little Girl        | episodio: "Escape Claus"                                     |
| 1986      | Remington Steele        | Laurie Beth Piper  | episodio: "Suburban Steele"                                  |
| 1986      | Punky Brewster          | Anna               | episodios: "Changes" (parte 2) "Changes" (parte 3)           |
| 1986      | Cheers                  | Child #1           | episodio: "Relief Bartender"                                 |
| 1986      | Cagney & Lacey          | Shauna Bard        | episodio: "Disenfranchised"                                  |
| 1986      | The New Gidget          | Little Girl        | episodio: "It’s only rock & roll"                            |
| 1987      | Destination America     | Amy                | televisión                                                   |
| 1987–1988 | The Tracey Ullman Show  | Karen              | episodios: 2.3 y 2.17                                        |
| 1988      | St. Elsewhere           | Debbie Oppenheimer | episodio: "The Abby Singer Show"                             |
| 1988      | ABC Afterschool Special | Billie Foster      | episodio: "A family again"                                   |
| 1988–1992 | Growing Pains           | Young Carol        | episodio: "Graduation day" "The last picture show" (parte 2) |